# Ambassador 21
«Ambassador 21» – беларуская индастриал хардкор-панк-группа из Минска, образованная Наталией и Алексеем Протасовыми в 2001 году. С конца 2000-х годов базируется в Праге.

## История
Наталия и Алексей Протасовы с подростковых лет принимали участие в локальных панк-группах. После этапа работы диджеями на радио они решили сосредоточиться исключительно на музыке. В 2001 году вместе с Евгением Рогозиным из группы «Stereonoize Gallery» была образована группа «Ambassador 21», первый релиз которой «God Save The Tzar» вышел в сентябре, на следующий год — свой лейбл «Invasion Wreck Chords» (переименованный в «Invasion» в 2009 году). В 2004 году состав укрепляет испанский гитарист J. aka CTRLer, который сотрудничал с группой, пока сам не ушёл со сцены в 2009 году.
«Ambassador 21» выпустили более чем две дюжины альбомов и EP, и, кроме «Invasion», сотрудничали с лейблами «Metropolis Records», «Hands», «Ant-Zen», «Pflichtkauf», «Audiotrauma», «Out of Line Music», «PRSPCT», «Industrial Strength», «Vendetta Music» и др.
География гастролей с 2003 года включает участие в фестивалях: «M’era Luna Festival», «Wave-Gotik-Treffen», «Kinetik Festival», «Maschinenfest», «E-tropolis»,"Forms Of Hands","PRSPCT XL", «PRSPCT RVLT», «Baroeg Open Air», «Castle Party» и др. — и множество концертов по всей Европе.
Музыканты всецело поддерживают оппозицию власти Лукашенко. С началом российского вторжения и войны в Украине 24 февраля 2022 года участники группы занимают безоговорочную про-украинскую позицию.
Лирика группы социальна и политизирована. Участники придерживаются антифашистских и феминистских взглядов, активно поддерживают ЛГБТ-сообщество и эко-активистов.

## Стиль
В 2007 году Дмитрий Подберезский охарактеризовал стиль группы как смесь индастриала, брейккора и пауэр-нойза.
В 2010 году на примере альбома «Power Rage» Янис Стундиньш услышал в музыке имитацию групп индастриала «Ministry», «Pain» и «Orgy».
В 2020 году на примере альбома «Human Rage» Артемий Троицкий отметил «бескомпромиссный индастриал/нойз/метал со свирепыми англоязычными текстами».

## Участники
| - Наталия «A Twenty One» Протасова – вокал, программирование, тексты (2001–) - Алексей Протасов – вокал, музыка, программирование, семплинг (2001–) | Бывшие участники - Евгений Рогозин – программирование (2001) - Владислав «Vlad» Бубен – программирование, семплинг, клавишные (2001–2003) - J. aka CTRLer – гитара (2004–2009) - Saxy_D - гитара (2012–2014) - Al Grave - гитара (2012–2014) - Zoe von Herrschaft - гитара (2018–2021) - Liv Bioskop - ударные (2016–2019) |

## Дискография

### Альбомы
- Приглашение На Казнь («Invasion Wreck Chords») (2001)[11]
- Untitled (сплит-альбом «Ambassador 21» и «Buben») (Invasion Wreck Chords) (2002)
- Народ против Ambassador 21 («Invasion Wreck Chords») (2002)[12][13]
- Split (сплит-альбом «Ambassador 21» и «Buben») («Invasion Wreck Chords», «Ant-Zen») (2002)[14]
- Ambassador 21 Vs. The World («Invasion Wreck Chords», «D-Trash Records») (2002)[15][16]
- Rational Terror (сплит-альбом «Ambassador 21» и «Buben») (2003)[17]
- Teper' Revolucija! (сплит-альбом «Ambassador 21» и «Hyperdriver») (2003)
- Akcija («Invasion Wreck Chords») (2004)
- Dogma («Invasion Wreck Chords») (2004)
- Akcija Tour 2004 («D-Trash Records») (2004)
- Weight Of Death («Invasion Wreck Chords», «Ant-Zen») (2006)[18]
- Good Morning W. («Ambassador 21» vs. «Fragment King») («Invasion Wreck Chords») (2006)
- Fuck All $y$tem$ («Invasion Wreck Chords», «Vendetta Music») (2007)
- Peacemakers Inc. (II) (сплит-альбом «Chrysalide», «Ambassador21» и «Punish Yourself») («Invasion Wreck Chords») (2009)
- Power Rage (Face Your Future Killers) («Invasion») (2009)[19][20][21]
- Riot Death (Face Your Future Dealers) («Invasion») (2010)
- Mind. The Bollocks + Live. The Bollocks («Invasion») (2013)
- X («Hands Productions») (2013)
- Fuck All Systems Berlin («Xtractor Records») (2013)
- Riot Generation («A21 Records», «Restroom Records») (2014)
- Human Rage («Invasion») (2016), («Lynch Law Records») (2018)
- Life Is Mortal Art (Live At Maschinenfest 2k18) (сплит-альбом «Ambassador 21» vs. «Suicide Inside») (2019)
- Art Off. Destroy («Invasion») (2021)

### Альбомы ремиксов
- Akcija V1.1 («Invasion Wreck Chords», «Restroom Records») (2005)
- Drunken, Crazy, With A Gun («Invasion Wreck Chords») (2007)

### Компиляции
- Cut&Go («Invasion Wreck Chords») (2007)
- Justified Thirst For Blood («Invasion Wreck Chords», «Vendetta Music», «Ковчег») (2008)[22]

### EP
- Belarus / Teenage Action («Invasion Wreck Chords») (2003)
- I Wanna Kill U.com («Invasion Wreck Chords») (2004)
- New Doctrine About Trinity (with CONVERTER) («Invasion Wreck Chords») (2005)
- FAS («Alfa Matrix») (2012)
- Killers («PRSPCT») (2015)
- Sniff Your Leader («Industrial Strength») (2015)
- Time To Burn («PRSPCT») (2015)
- We Are Legion («Industrial Strength») (2016)
- Fear Level Red («Industrial Strength») (2020)
- Psychedelic Party (In Solitary Cell) («Invasion») (2021)

### Синглы
- God Save The Tzar (2001)[23][24]
- C'mon, Бэмби (Invasion Wreck Chords) (2002)[25][26]

### Участие в сборниках
- FM Must Die! Vol. 1 («Invasion Wreck Chords») (2002), треки «Alternativa», «Revolution Is A Business»[27][28][29]

## Видеография
- «Recognized Innocents» (2002)
- «Love» (2003)
- «All The Rest Like Animals Has» (2004)
- «Akcija! Tour 2003/2004» (2004)
- «I Wanna Kill U.com» (2005)
- «New Doctrine About Trinity» (with CONVERTER) (2005)
- «Dope On» (2012)
- «Fuck All Systems» (2012)
- «Revelation» (2017)
- «Heroin III Heresy» (2020)
- «We Are The Seeds» (2020)
- «Heroin I Locals» (2020)
- «Heroin V Work Sets You Free» (2021)
- «24/7 Assault» (2021)
- «The Passenger» (2021)